# International Tennis Hall of Fame
El Saló de la Fama del Tennis Internacional, (en anglès: International Tennis Hall of Fame), és un museu del tennis, que es troba en el Newport Casino de Newport, Rhode Island, Estats Units.
Aquest museu s'encarrega del Saló de la Fama de grans personalitats i jugadors del món del tennis. Va ser fundat l'any 1954 per James Van Alen i avui dia és el major museu de tennis del món. El museu conté artefactes, vídeos i àudios que mostren la història del tennis des dels seus orígens fins a l'era moderna. Els primers membres del Saló de la Fama van ser triats el 1955 i al 2004 ja hi havia 186 membres de 18 països.
Fins al 1975, els integrants eren només de nacionalitat nord-americana i amb la inclusió del britànic Fred Perry, es va iniciar la inclusió de persones de totes les nacionalitats, convertint-se des de llavors en internacional.